# Isabél Zuaa
Isabél Martins Zuaa Mutange,  coneguda artísticament com Isabél Zuaa, (Lisboa, 5 d'abril de 1987), és una actriu, compositora, ballarina i artista de performance portuguesa, que va guanyar en 2009 el Premi Guaraní de Cinema Brasiler en la categoria Revelació, pel seu paper en la pel·lícula Joaquim, de Marcelo Gomes.

## Trajectòria
Zuaa va néixer el 5 d'abril de 1987 a Lisboa, a l'Hospital Dona Estefânia. Filla de mare angolesa i pare guineà, va créixer a Zambujal (Condeixa-a-Nova), Loures, on va participar en grups de dansa i música angolesos i senegalesos, amb els seus tres germans.
Es va formar en l'associació cultural lisboeta Chapitô i es va graduar en teatre a l'Escola Superior de Teatre i Cinema. En 2010, va realitzar un intercanvi amb la Universitat Federal de Rio de Janeiro, on va cursar Arts Escèniques.
Va debutar com a actriu de cinema en 2012 en el curtmetratge de comèdia Por Favor, Não Toques na Minha Afro (2012), escrit i dirigit per Patrícia Couveiro. Aquest mateix any va participar en el curtmetratge de Pedro Peralta, Mupepy Munatim.
En 2015, va tenir un paper en la pel·lícula Kbela, de la cineasta brasilera Yasmin Thayná, i finançada a través del micromecenatge, que retratava la relació de les dones negres amb els seus cossos i la construcció del concepte de bellesa. Aquest curtmetratge es va exhibir en desenes de festivals al voltant del món, com el Festival Internacional de Cinema de Rotterdam.
El 2016 va tenir un paper en el film O Nó do Diabo. En 2017, Zuaa va interpretar el paper de Clara en la pel·lícula Les bones maneres, de Marco Dutra i Juliana Rojas que es va presentar en el Festival Indie de Lisboa. Aquest mateix any va ser l'esclava Preta, en la pel·lícula de Marcelo Gomes titulada Joaquim que va ser nominada al 67è Festival Internacional de Cinema de Berlín i considerada per la revista Vexa (revista) com una de les revelacions de l'any. També el 2017 va participar en la pel·lícula "Selvageria" de Filipe Hirsch. Dos anys després va ser actriu en la sèrie d'Ivo Ferreira per la RTP, Sul.

## Reconeixements
En 2017, Zuaa va rebre el Premi Guaraní de Cinema brasiler, en la categoria Revelació, pel seu paper en la pel·lícula "Joaquim", de Marcelo Gomes. Aquest mateix any, el curt en el qual va participar, Kbela, va guanyar el premi a millor curtmetratge de la Diàspora Africana en els Premis de l'Acadèmia del Cinema Africà.
Dos anys després, va ser nominada al Premi Guaraní de cinema brasiler, en aquesta ocasió en la categoria d'actriu, pel seu paper en la pel·lícula "Les bones maneres". A més, pel seu paper en aquesta pel·lícula, va obtenir l'esment a la millor actuació en el Festival Internacional de Cinema de Viña del Mar de Xile i en el L Festival Internacional de Cinema Fantàstic de Catalunya el Premi Blood Window menció especial a la millor actriu. Aquesta pel·lícula va ser nomenada pel periòdic brasiler Correio Braziliense com una de les millors pel·lícules d'acció, romanç i èxits de taquilla de 2018.
El 2019, el projecte Aurora Negra que Zuaa va crear al costat de Cleo Tavares i Nádia Yracema, va guanyar de la segona edició de Bolsa Amélia Rei Colaço que concedeix una beca destinada a donar suport a la producció d'espectacles de joves artistes i companyies emergents, per a la promoció de la renovació de la creació teatral portuguesa.
En 2021, va ser inclosa en la llista BANTUMEN Powelist que reconeix a les 100 persones lusófonas més influents de l'any.

## Filmografia

### Cinema
| Any  | Títol                                                         | Personatge         | Notes        |
| ---- | ------------------------------------------------------------- | ------------------ | ------------ |
| 2012 | Mupepy Munatim                                                | una mare           | Curtmetratge |
| 2012 | Por Favor, Não Toques na Minha Afro                           | Amiga              | Curtmetratge |
| 2015 | Kbela                                                         | Mulher             | Curtmetratge |
| 2017 | Joaquim                                                       | Preta              |              |
| 2017 | Aquilo que Sobra                                              | Clavdia Chauchat   |              |
| 2017 | Selvageria                                                    | Dona               |              |
| 2018 | O Nó do Diabo                                                 | Luka               |              |
| 2018 | As Boas Maneiras                                              | Clara Macedo       |              |
| 2018 | O Ensaio                                                      | Dona del taüt      |              |
| 2019 | Malandro de Ouro                                              | Cassandra          | Curtmetratge |
| 2019 | Arriaga                                                       | Kenya              | Curtmetratge |
| 2020 | Treino Perfiérico                                             | Coragem            | Curtmetratge |
| 2020 | Bustage                                                       | N/D                | Curtmetratge |
| 2020 | Estamos Todos na Sarjeta, Mas Alguns de Nós Olham as Estrelas | Isabel             | Curtmetratge |
| 2020 | Desejo Estrangeiro                                            | Cadija             | Curtmetratge |
| 2020 | A Chuva Acalanta a Dor                                        | Isa                |              |
| 2020 | Um Animal Amarelo                                             | Catarina           |              |
| 2021 | Doutor Gama                                                   | Luísa Mahin        |              |
| 2021 | O Novelo                                                      | Alzira Caldeira    |              |
| 2022 | A Viagem de Pedro                                             | Dira               |              |
| 2022 | Desterro                                                      | Zuaa               |              |
| 2022 | Lilith                                                        | Lilith             | Curtmetratge |
| 2022 | A Ilha                                                        | Habitant de l’illa | Curtmetratge |
| 2022 | Tiro de Misericórdia                                          | N/D                | Curtmetratge |
| 2022 | Rumo ao Nada                                                  | Cristina           | Curtmetratge |

### Televisió
| Any  | Títol             | Personatge        | Notes              |
| ---- | ----------------- | ----------------- | ------------------ |
| 2017 | Rarefeito         | Lúcia Nazário     |                    |
| 2017 | Sob Pressão       | Brenda            | 1 episódio         |
| 2018 | O Som e o Tempo   | Tanya             | Episodi: "Saudade" |
| 2019 | Sul               | Inspectora Semedo |                    |
| 2020 | A Praia de Amália | Dona 2            | Telefilm           |
| 2021 | O Complexo        | Dejanira Santos   |                    |
| 2022 | Vanda             | Mônica            |                    |
| 2022 | Independências    | Peregrina         |                    |